# Muthukadu
Muthukadu es una ciudad censal situada en el distrito de Chengalpattu en el estado de Tamil Nadu (India). Su población es de 7610 habitantes (2011). Se encuentra a 32 km de Chennai y a 65 km de Kanchipuram. Forma parte del área metropolitana de Chennai.

## Demografía
Según el censo de 2011 la población de Muthukadu era de 7610 habitantes, de los cuales 3855 eran hombres y 3755 eran mujeres. Muthukadu tiene una tasa media de alfabetización del 83,38%, superior a la media estatal del 80,09%: la alfabetización masculina es del 88,95%, y la alfabetización femenina del 77,58%.